# A vérszomjas dada
A vérszomjas dada (eredeti címe: The Guardian) 1990-es amerikai horrorfilm, amelyet William Friedkin rendezett. A forgatókönyvet Dan Greenburg The Nanny című regénye alapján Friedkin, Greenburg és Stephen Volk készítették. A főbb szerepekben Jenny Seagrove, Dwier Brown és Carey Lowell. 1990. április 27-én mutatták be az Egyesült Államokban. Magyarországon 1992. júliusban jelent meg videokazettán. A negatív kritikák ellenére a produkciót három Szaturnusz-díjra jelölték.

## Cselekmény
Kate és Phil Los Angelesbe költöznek, mert Phil új állást kapott. Újszülött fiuk gondozására a szimpatikus Camillát alkalmazzák dadaként. Camilla azonban nem jó szándékú, mert egy druida rituálé során fel akarja áldozni a gyermeket egy faistennek. Camilla szabad estéjén szomszédja, Ned Runcie észrevétlenül követi őt az erdőbe, és megfigyeli, ahogy Camilla meztelenül imádságot tart egy fának. Nedet azonban észreveszik, és prérifarkasok üldözőbe veszik. Ned az üzenetrögzítőn figyelmezteti Kate-et és Philt Camilláról, majd meghal.
Phil megismerkedik Molly Sheridannel, akinek a lánya eltűnt. A férfi rájön, hogy a dadusügynökségen keresztül több gyermek is eltűnt már, és meghallgatja az üzenetrögzítőt Camillával. Camillát kirúgja a család, de a kisbaba megbetegszik. A kórházi vizsgálat eredménye szerint a gyermeknek valószínűleg már nem sok ideje van hátra. A gyermek ágyánál hirtelen megjelenik Camilla, aki el akarja vinni a gyermeket, de Phil megakadályozza ebben. Kate és Phil a gyermekkel együtt elmenekülnek, és mielőtt Camilla elrabolhatná a gyermeket, Kate a dzsippel elgázolja.
Mivel a holttest nem kerül elő, a rendőrségen nem hisz a házaspárnak. Phil úgy dönt, hogy kivágja a fát, ahol Camilla áldozatot mutatott be. A fa azonban hevesen védekezik, és felhangzanak az áldozatul esett gyermekek sikolyai, akiknek arcai összeolvadtak a fával. Eközben Camilla megtámadja a családját, akik otthon várják őt. A fa kivágásával Camilla darabokra esik, és meghal.

## Szereplők
| Szerep         | Színész           | Magyar hang          |
| -------------- | ----------------- | -------------------- |
| Camilla        | Jenny Seagrove    | Pápai Erika          |
| Phil           | Dwier Brown       | Csankó Zoltán        |
| Kate           | Carey Lowell      | Kocsis Judit         |
| Ned Runcie     | Brad Hall         | Schnell Ádám         |
| Ralph Hess     | Miguel Ferrer     | Tóth Tamás           |
| Molly Sheridan | Natalia Nogulich  | Csere Ágnes          |
| Gail Krasno    | Pamela Brull      | Simorjay Emese       |
| Allan Sheridan | Gary Swanson      | Csuha Lajos          |
| punk           | Jack David Walker | Reisenbüchler Sándor |
| punk           | Willy Parsons     | Szűcs Sándor         |
| punk           | Frank Noon        | Wohlmuth István      |
| Arlene Russell | Theresa Randle    |                      |
| nyomozó        | Xander Berkeley   | Végh Péter           |
| Dr Klein       | Ray Reinhardt     | Kardos Gábor         |

## Fogadtatás

### Kritikai visszhang
A Rotten Tomatoeson 25%-os minősítést ért el 12 értékelés alapján. Rene Jordan az El Nuevo Heraldtól azt írta: „Minél inkább kitalált a félelem, annál több nevetést vált ki.” Roger Ebert szerint: „A horrorfilmekben bemutatott, a modern embert fenyegető számos veszély közül – a gyilkosok, a kísértetek, a testrablók – a legártatlanabbaknak a druidák tűnnek.” Mike Massie a Gone with the Twinstől azt írta: „Bár a költségvetés nyilvánvalóan nem túl nagy, elegendő ahhoz, hogy néhány szórakoztató erőszakos jelenetet és morbid humorú fa-lény effektusokat tervezzenek.”
A Metacritic 35 pontot adott a 100-ból 17 vélemény alapján. Jay Carr a Boston Globe-tól azt írta: „A Dan Greenburg regényén alapuló A vérszomjas dada izgalmasabb, mint a legtöbb King-regényből készült film. Ennek egyik oka, hogy Friedkin hagyja, hogy a fenyegető hangulat fokozatosan épüljön fel, és nem siet elárulni, hogy pontosan milyen formát ölt majd a veszély, vagy hogy ki fogja okozni.” A Time Out azt írta: „Egy súlyosan hibás, de nem unalmas vállalkozás egy rendezőtől, aki jobban is tudhatná.” Richard Harrington a Washington Posttól azt írta: „Ez egy meglepően ügyetlen történet egy gonosz dadáról és egy gyilkos fáról, amely mintha Jason erdőjéből lépett volna elő. Annak ellenére, hogy a prológus megpróbálja menteni a későbbi cselekménybeli hiányosságokat, és a finálé olyan abszurd, amilyet modern horrorfilmekben szoktunk látni, A vérszomjas dada egyszerűen nevetséges.”

### Bevétel adatai
A Box Office Mojo szerint a film 17 millió dolláros bevételt ért el, a költségvetésről nincs adat.

## Fontosabb díjak és jelölések
| Esemény             | Díj            | Kategória                                   | Eredmény |
| ------------------- | -------------- | ------------------------------------------- | -------- |
| 17. Szaturnusz-gála | Szaturnusz-díj | Legjobb horrorfilm                          | Jelölve  |
| 17. Szaturnusz-gála | Szaturnusz-díj | Legjobb női mellékszereplő – Jenny Seagrove | Jelölve  |
| 17. Szaturnusz-gála | Szaturnusz-díj | Legjobb filmzene                            | Jelölve  |